# Puchar Afryki 2017
Puchar Afryki 2017 – siedemnasta edycja Pucharu Afryki, oficjalnych międzynarodowych zawodów rugby union o randze mistrzostw kontynentu organizowanych przez Rugby Africa mających na celu wyłonienie najlepszej męskiej reprezentacji narodowej w tej dyscyplinie sportu w Afryce. Została rozegrana w formie trzech turniejów w trzech hierarchicznie ułożonych dywizjach w okresie od 23 kwietnia do 21 października 2017 roku. W walce o tytuł mistrzowski brało udział sześć zespołów, pozostałe drużyny, które przystąpiły do rozgrywek, wystąpiły zaś w niższych dywizjach.
Zawody dwóch pierwszych dywizji służyły jednocześnie jako drugi etap afrykańskich kwalifikacji do Pucharu Świata 2019.
Schemat rozgrywek i ramowy terminarz zostały opublikowane w połowie stycznia 2017 roku.

## System rozgrywek
| Gold Cup                                                  | Silver Cup                                                  | Bronze Cup                                                   | Regional Challenge |
| --------------------------------------------------------- | ----------------------------------------------------------- | ------------------------------------------------------------ | --- |
| - Namibia - Kenia - Uganda - Zimbabwe - Senegal - Tunezja | - Madagaskar - Wybrzeże Kości Słoniowej - Botswana - Maroko | - Algieria - Kamerun - Nigeria - Mauritius - Rwanda - Zambia | - Benin - Ghana - Togo - Burkina Faso - Mali - Niger - Burundi - Demokratyczna Republika Konga - Gabon - Lesotho - Malawi - Suazi |

## Gold Cup
Zawody w najwyższej dywizji Pucharu Afryki odbyły się systemem kołowym z udziałem sześciu zespołów w ciągu siedmiu tygodni pomiędzy 24 czerwca a 5 sierpnia 2017 roku, a po raz pierwszy wszystkie spotkania były transmitowane na żywo w telewizji. Sędziowie zawodów zostali wyznaczeni w połowie czerwca 2017 roku. Tytuł mistrzowski z kompletem bonusowych zwycięstw obronili reprezentanci Namibii, relegowany został zaś Senegal, odpadając jednocześnie z walki o miejsce w Pucharze Świata.
| 24 czerwca 201716:30 | Kenia | 33:33 | Uganda | RFUEA Grounds, Nairobi Sędzia: Laurent Cardona |
| 24 czerwca 201716:30 |       | 33:33 |        | RFUEA Grounds, Nairobi Sędzia: Laurent Cardona |

| 24 czerwca 201715:30 | Senegal | 16:28 | Zimbabwe | Stade Iba Mar Diop, Dakar Sędzia: Thomas Charabas |
| 24 czerwca 201715:30 |         | 16:28 |          | Stade Iba Mar Diop, Dakar Sędzia: Thomas Charabas |

| 1 lipca 201716:00 | Senegal | 16:17 | Uganda | Stade Iba Mar Diop, Dakar Sędzia: Sébastien Minery |
| 1 lipca 201716:00 |         | 16:17 |        | Stade Iba Mar Diop, Dakar Sędzia: Sébastien Minery |

| 1 lipca 201719:00 | Tunezja | 7:53 | Namibia | Stade Mustapha Ben Jannet, Monastyr Sędzia: Cédric Marchat |
| 1 lipca 201719:00 |         | 7:53 |         | Stade Mustapha Ben Jannet, Monastyr Sędzia: Cédric Marchat |

| 8 lipca 201716:00 | Kenia | 100:10 | Tunezja | RFUEA Grounds, Nairobi Sędzia: Tual Trainini |
| 8 lipca 201716:00 |       | 100:10 |         | RFUEA Grounds, Nairobi Sędzia: Tual Trainini |

| 8 lipca 201716:00 | Namibia | 95:0 | Senegal | Hage Geingob Rugby Stadium, Windhuk Sędzia: Egon Seconds |
| 8 lipca 201716:00 |         | 95:0 |         | Hage Geingob Rugby Stadium, Windhuk Sędzia: Egon Seconds |

| 15 lipca 201714:00 | Kenia | 45:25 | Senegal | RFUEA Grounds, Nairobi Sędzia: Thomas Charabas |
| 15 lipca 201714:00 |       | 45:25 |         | RFUEA Grounds, Nairobi Sędzia: Thomas Charabas |

| 15 lipca 201716:00 | Uganda | 78:17 | Tunezja | Kyadondo Rugby Club, Kampala Sędzia: Lesego Legoete |
| 15 lipca 201716:00 |        | 78:17 |         | Kyadondo Rugby Club, Kampala Sędzia: Lesego Legoete |

| 15 lipca 201716:00 | Namibia | 31:26 | Zimbabwe | Hage Geingob Rugby Stadium, Windhuk Sędzia: Quinton Immelman |
| 15 lipca 201716:00 |         | 31:26 |          | Hage Geingob Rugby Stadium, Windhuk Sędzia: Quinton Immelman |

| 22 lipca 201714:30 | Uganda | 24:48 | Namibia | Legends Rugby Grounds, Kampala Sędzia: Jaco van Heerden |
| 22 lipca 201714:30 |        | 24:48 |         | Legends Rugby Grounds, Kampala Sędzia: Jaco van Heerden |

| 22 lipca 201715:30 | Zimbabwe | 22:41 | Kenia | Hartsfield Rugby Grounds, Bulawayo Sędzia: Lesego Legoete |
| 22 lipca 201715:30 |          | 22:41 |       | Hartsfield Rugby Grounds, Bulawayo Sędzia: Lesego Legoete |

| 29 lipca 201715:00 | Zimbabwe | 23:31 | Tunezja | Prince Edward School, Harare Sędzia: Jaco van Heerden |
| 29 lipca 201715:00 |          | 23:31 |         | Prince Edward School, Harare Sędzia: Jaco van Heerden |

| 29 lipca 201716:00 | Namibia | 45:7 | Kenia | Hage Geingob Rugby Stadium, Windhuk Sędzia: Egon Seconds |
| 29 lipca 201716:00 |         | 45:7 |       | Hage Geingob Rugby Stadium, Windhuk Sędzia: Egon Seconds |

| 5 sierpnia 201716:30 | Uganda | 38:12 | Zimbabwe | Legends Rugby Grounds, Kampala Sędzia: Quinton Immelman |
| 5 sierpnia 201716:30 |        | 38:12 |          | Legends Rugby Grounds, Kampala Sędzia: Quinton Immelman |

| 5 sierpnia 201717:00 | Tunezja | 26:18 | Senegal | Stade Mustapha Ben Jannet, Monastyr Sędzia: Adrien Descottes |
| 5 sierpnia 201717:00 |         | 26:18 |         | Stade Mustapha Ben Jannet, Monastyr Sędzia: Adrien Descottes |

## Silver Cup
Turniej odbył się w Casablance w ciągu dwóch meczowych dni pomiędzy 5 a 8 lipca 2017 roku i wzięły w nim udział cztery zespoły rywalizujące systemem pucharowym. Triumfowała w nim reprezentacja gospodarzy zyskując tym samym awans do wyższej klasy rozgrywkowej i utrzymując się w walce o miejsce w Pucharze Świata 2019.
|  |                          |                          |                          |                          |   |        |        |       |
|  | Półfinały                | Półfinały                | Półfinały                |                          |   | Finał  | Finał  | Finał |
|  | Półfinały                | Półfinały                | Półfinały                |                          |   | Finał  | Finał  | Finał |
|  | 5 lipca 2017 18:00       |                          |                          |                          |   |        |        |       |
|  |                          |                          |                          |                          |   |        |        |       |
|  | Maroko                   | Maroko                   | 57                       |                          |   |        |        |       |
|  | Maroko                   | Maroko                   | 57                       | 7 lipca 2017 17:30       |   |        |        |       |
|  | Madagaskar               | Madagaskar               | 33                       |                          |   |        |        |       |
|  | Madagaskar               | Madagaskar               | 33                       |                          |   | Maroko | Maroko | 8     |
|  | 5 lipca 2017 16:00       |                          |                          |                          |   | Maroko | Maroko | 8     |
|  |                          |                          | Wybrzeże Kości Słoniowej | Wybrzeże Kości Słoniowej | 3 |        |        |       |
|  | Botswana                 | Botswana                 | Wybrzeże Kości Słoniowej | Wybrzeże Kości Słoniowej | 3 | 25     |        |       |
|  | Botswana                 | Botswana                 |                          |                          |   |        |        |       |
|  | Wybrzeże Kości Słoniowej | Wybrzeże Kości Słoniowej | 58                       |                          |   |        |        |       |
|  | Wybrzeże Kości Słoniowej | Wybrzeże Kości Słoniowej | 58                       | Mecz o 3. miejsce        |   |        |        |       |
|  |                          |                          |                          |                          |   |        |        |       |
|  | 7 lipca 2017 15:30       |                          |                          |                          |   |        |        |       |
|  |                          |                          |                          |                          |   |        |        |       |
|  | Madagaskar               | Madagaskar               | 47                       |                          |   |        |        |       |
|  | Madagaskar               | Madagaskar               | 47                       |                          |   |        |        |       |
|  | Botswana                 | Botswana                 | 24                       |                          |   |        |        |       |
|  | Botswana                 | Botswana                 | 24                       |                          |   |        |        |       |

| 5 lipca 201718:00 | Maroko | 57:33 | Madagaskar | Stade COC, Casablanca Sędzia: Cédric Clavé |
| 5 lipca 201718:00 |        | 57:33 |            | Stade COC, Casablanca Sędzia: Cédric Clavé |

| 5 lipca 201716:00 | Botswana | 25:58 | Wybrzeże Kości Słoniowej | Stade COC, Casablanca Sędzia: Ludovic Cayre |
| 5 lipca 201716:00 |          | 25:58 |                          | Stade COC, Casablanca Sędzia: Ludovic Cayre |

| 7 lipca 201717:30 | Maroko | 8:3 | Wybrzeże Kości Słoniowej | Stade COC, Casablanca Sędzia: Ludovic Cayre |
| 7 lipca 201717:30 |        | 8:3 |                          | Stade COC, Casablanca Sędzia: Ludovic Cayre |

| 7 lipca 201715:30 | Madagaskar | 47:24 | Botswana | Stade COC, Casablanca Sędzia: Cédric Clavé |
| 7 lipca 201715:30 |            | 47:24 |          | Stade COC, Casablanca Sędzia: Cédric Clavé |

## Bronze Cup

### Północ
Turniej był kilkukrotnie przekładany, a po wycofaniu się pozostałych zespołów prawo gry w finale uzyskała Algieria.

### Południe
Turniej odbył się w Lusace w ciągu trzech meczowych dni pomiędzy 23 a 29 kwietnia 2017 roku i wzięły w nim udział trzy zespoły rywalizujące systemem kołowym. Dwa wysokie zwycięstwa dały triumf reprezentacji gospodarzy.
| 23 kwietnia 201715:30 | Zambia | 69:3 | Mauritius | Lusaka |
| 23 kwietnia 201715:30 |        | 69:3 |           | Lusaka |

| 26 kwietnia 201715:30 | Mauritius | 12:24 | Rwanda | Lusaka |
| 26 kwietnia 201715:30 |           | 12:24 |        | Lusaka |

| 29 kwietnia 201715:30 | Zambia | 92:3 | Rwanda | Lusaka |
| 29 kwietnia 201715:30 |        | 92:3 |        | Lusaka |

### Finał
W finałowym meczu rozegranym w listopadzie górą okazali się goście.
| 4 listopada 2017 | Zambia | 25:30 | Algieria | Mufulira Leopards Rugby Club, Mufulira Widzów: 6000 |
| 4 listopada 2017 |        | 25:30 |          | Mufulira Leopards Rugby Club, Mufulira Widzów: 6000 |

## Regional Challenge

### Zachód 1
Turniej odbył się w Akrze w ciągu trzech meczowych dni pomiędzy 30 kwietnia a 7 maja 2017 roku i wzięły w nim udział trzy zespoły rywalizujące systemem kołowym. Dzięki dwóm zwycięstwom w zawodach triumfowali gospodarze.
| 30 kwietnia 201715:00 | Ghana | 46:5 | Benin | Ohene Djan Sports Stadium, Akra |
| 30 kwietnia 201715:00 |       | 46:5 |       | Ohene Djan Sports Stadium, Akra |

| 3 maja 201715:00 | Togo | 12:14 | Benin | Ohene Djan Sports Stadium, Akra |
| 3 maja 201715:00 |      | 12:14 |       | Ohene Djan Sports Stadium, Akra |

| 7 maja 201715:00 | Ghana | 10:0 | Togo | Ohene Djan Sports Stadium, Akra |
| 7 maja 201715:00 |       | 10:0 |      | Ohene Djan Sports Stadium, Akra |

### Zachód 2
Turniej odbył się w Niamey w ciągu trzech meczowych dni pomiędzy 18 a 25 maja 2017 roku i wzięły w nim udział trzy zespoły rywalizujące systemem kołowym. Zwycięstwo i remis dały triumf w zawodach reprezentacji Burkiny Faso.
| 18 maja 201717:00 | Niger | 10:10 | Burkina Faso | Niamey |
| 18 maja 201717:00 |       | 10:10 |              | Niamey |

| 21 maja 201717:00 | Mali | 8:14 | Burkina Faso | Niamey |
| 21 maja 201717:00 |      | 8:14 |              | Niamey |

| 25 maja 201717:00 | Niger | 5:18 | Mali | Niamey |
| 25 maja 201717:00 |       | 5:18 |      | Niamey |

### Centrum
Turniej został zaplanowany na 1–7 października w Burundi, nie odbył się jednak z powodu wycofania się dwóch z trzech zespołów.

### Południe
Turniej został rozegrany w Lesotho w ciągu trzech meczowych dni pomiędzy 15 a 21 października 2017 roku i wzięły w nim udział trzy zespoły rywalizujące systemem kołowym, a dwa zwycięstwa dały triumf gospodarzom.
| 15 października 2017 | Lesotho | 60:5 | Suazi | Machabeng College, Maseru |
| 15 października 2017 |         | 60:5 |       | Machabeng College, Maseru |

| 18 października 2017 | Malawi | 11:25 | Suazi | Machabeng College, Maseru |
| 18 października 2017 |        | 11:25 |       | Machabeng College, Maseru |

| 21 października 2017 | Lesotho | 67:3 | Malawi | Machabeng College, Maseru |
| 21 października 2017 |         | 67:3 |        | Machabeng College, Maseru |